# ادگار اندرسون
ادگار اندرسون (انگلیسی: Edgar Anderson; ۹ نوامبر ۱۸۹۷ – ۱۸ ژوئن ۱۹۶۹) گیاه‌شناس، و نسل‌شناس اهل ایالات متحده آمریکا بود.
وی همچنین برندهٔ جوایزی همچون کمک‌هزینه گوگنهایم شده‌است.